# William Marlin
William Marlin (Curaçao, 21 oktober 1950) is een Sint Maartens politicus en voorzitter van de Staten van Sint Maarten sedert 25 september 2019. Hij was van 19 november 2015 tot 24 november 2017 de minister-president van Sint Maarten. 

## Kabinetten

### Kabinet-Marlin I
Na de verkiezingen van 2014 werd in eerste instantie Kabinet-Gumbs gevormd, dat steunde op een meerderheid van de United People's Party en 2 onafhankelijke Statenleden. Toen de meerderheid onder de coalitie wegviel in oktober 2015 diende het kabinet zijn ontslag in. Hier ging echter onenigheid over een al dan niet nieuw te vormen coalitie aan vooraf. Uiteindelijk benoemde de gouverneur, Eugene Holiday, de leider van USP William Marlin tot formateur, maar schreef tevens nieuwe verkiezingen uit.
Op 19 november 2015 werd het nieuwe kabinet benoemd, dat steunde op een krappe meerderheid van 8 van de 15 zetels in de Staten. Marlin probeerde het uitschrijven van de nieuwe verkiezingen, die gepland stonden voor februari 2016, ongedaan te maken door een nieuw landsbesluit naar de gouverneur te sturen en uit te stellen tot 2018, een landsbesluit dat niet werd getekend door Holiday. Na kritiek hierop werd enkele dagen later als compromis een nieuw landsbesluit opgesteld, ditmaal wel ondertekend, waarbij de verkiezingen werden uitgeschreven in september 2016.

### Kabinet Marlin II
Na de verkiezingen nodigde de gouverneur de leider van de grootste partij, William Marlin (NA), uit om een kabinet te vormen. Het formatieproces duurde ruim twee maanden. Het gevormde kabinet bestond uit de Nationale Alliantie (NA), United St. Martin Party (USP) en de Democratische Partij Sint Maarten. Het kabinet steunde op een meerderheid van 10 van de 15 zetels in de Staten van Sint Maarten. 

#### Aftreden
Op 2 november 2017 namen de Staten van Sint Maarten in de nasleep van orkaan Irma een motie van wantrouwen aan tegen Marlin en vijf van zijn ministers. De Nederlandse regering had aan de verlening van hulpgeld de voorwaarden verbonden dat er een integriteitskamer en extra grensbewaking zouden komen. Marlin wees die voorwaarden in eerste instantie af, maar drie coalitiegenoten tekenden een daartoe strekkende motie toch, waardoor het kabinet zijn meerderheid verloor. Marlin bood diezelfde middag het ontslag van zijn kabinet aan aan gouverneur Eugene Holiday.
Op 10 november 2017 namen de Staten een tweede motie van wantrouwen aan tegen Marlin, waarin tevens minister van Justitie Rafael Boasman werd voorgedragen als interim-premier. Op 24 november 2017 gaf de rijksministerraad een aanwijzing aan gouverneur Holiday om Marlin met onmiddellijke ingang te ontslaan. Volgens staatssecretaris Raymond Knops van Koninkrijksrelaties schond Marlin zijn ambtseed en de vertrouwensregel door na de tweede motie van wantrouwen niet af te treden. Diezelfde dag gaf de gouverneur gehoor aan de aanwijzing door Marlin ontslag te verlenen en Boasman te benoemen tot minister-president en minister van Algemene Zaken.
Hoogleraar Staatsrecht aan de Rijksuniversiteit Groningen Gerhard Hoogers stelde vraagtekens bij de gang van zaken. Hij noemde de stelling van de staatssecretaris dat Marlin na de tweede motie van wantrouwen nogmaals zijn ontslag had moeten aanbieden "staatsrechtelijk erg vreemd", en de bewering dat hij zijn ambtseed had geschonden "klinkklare onzin": "Wat je ook van Marlin vindt, hij heeft staatsrechtelijk juist gehandeld door, na het aannemen van de eerste motie van wantrouwen, zijn ontslag aan de gouverneur aan te bieden. En je kunt dat vervolgens natuurlijk niet nog een keer doen. Ook al neemt het parlement opnieuw een motie van wantrouwen tegen je aan."
Marlin trad op 3 januari 2018 af leider van de politieke partij National Alliance. Bij de verkiezingen op 26 februari 2018 werd hij herkozen als statenlid.